# Acropora stoddarti
Acropora stoddarti là một loài san hô trong họ Acroporidae. Loài này được Pillai & Scheer mô tả khoa học năm 1976.